# Noyers-sur-Serein
Noyers-sur-Serein è un comune francese di 709 abitanti situato nel dipartimento della Yonne nella regione della Borgogna-Franca Contea.
I suoi abitanti si chiamano nucériens. Il villaggio, borgo medievale conservatosi fino a oggi, fa parte dei più bei paesi di Francia.
Nel dicembre 1983 i Duran Duran vi hanno girato il video musicale di New Moon on Monday.

## Monumenti e luoghi di interesse
- il Museo Civico d'Art naif;
- il Castello costruito nell'XI secolo venne distrutto totalmente alla fine del XVI secolo dal Re Enrico IV. Ad oggi rimangono solo delle rovine e due torri che si possono visitare.

## Società

### Evoluzione demografica
Abitanti censiti

## Amministrazione

### Gemellaggi
- Noceto, dal 1990